# Thoracostoma zolae
Thoracostoma zolae is een rondwormensoort uit de familie van de Leptosomatidae. De wetenschappelijke naam van de soort is voor het eerst geldig gepubliceerd in 1870 door Marion.